# Las Escuelas Viejas o Escuelas Nacionales Juan Bautista Aparici
Las Escuelas Viejas de Ayelo de Malferit, conocidas también, según la ficha de inmueble del catálogo de patrimonio de la Generalidad Valenciana, como: Les Escoles Velles o Escuelas Nacionales Juan Bautista Aparici; son un edificio construido en 1930 en la avenida del Santísimo Cristo de la Pobreza, en el barrio del Ensanche de la localidad de Ayelo de Malferit, que albergó en su momento las escuelas nacionales del municipio y que desde finales de la década de los 90 del siglo XX hasta inicio de la primera década del siglo XXI estuvo en desuso, pasando a rehabilitarse a principio del siglo XXI para albergar en sus instalaciones, con unos meses de diferencia, tanto el museo de Nino Bravo (en el pabellón de las niñas desde octubre de 2006) como la Biblioteca Municipal Degà Ortiz (en el pabellón de los niños, desde mayo de 2007). También forma parte del Catálogo de Patrimonio Arquitectónico del municipio desde 1986.
Se trata de uno de los pocos edificios de la arquitectura escolar típica de la época de la Dictadura de Primo de Ribera que pueden encontrarse en la Vall d'Albaida, junto a las antiguas escuelas municipales de Atzeneta d'Albaida, y el Grupo Escolar Lluís Vives de Onteniente. Tanto las de Onteniente como las de Aielo son obra del arquitecto Vicente Valls Gadea.

## Historia y descripción
Durante la dictadura de Miguel Primo de Rivera (1923 - 1931), se trataba de conseguir una estatalización y centralización de la administración, las infraestructuras y los recursos. Dentro de esta nueva vía de organización estatal, la construcción nuevas escuelas fueron lo que dieron pie a la aparición de las  Escuelas Nacionales que pretendían cambiar las arcaicas formas de la educación española. Arquitectónicamente, las escuelas de la dictadura  muestran una decoración clásica, racional y de formas puras, todo lo contrario que la II República Española adoptó, la cual tenía más preocupación por la higiene y la enseñanza que por la ornamentación.
Se inició la construcción a lo largo del año 1925, año en el que se  inauguró también el cuartel de la Guardia Civil, que estaba donde se encuentra actualmente el Auditorio Municipal en el Ensanche. Las escuelas no se consiguieron terminar hasta bastantes años después, por problemas diversos. Los terrenos en donde se construyó habían pertenecido a Bautista Aparici, gran emprendedor local, que llegó a ser alcalde en 1918. En 1930 se bendicen por el cardenal Benlloch y el primer año académico es el de 1931-32. En 1953 se hicieron algunas reformas como la reparación de la cubierta, la sustitución de los canalones, el picado de paramentos y el forjado con yeso y estuco. En la década de 1990 las escuelas cierran definitivamente como tal.
A partir del año 2006, el pabellón de las niñas pasó a albergar el Museo Nino Bravo y a partir de 2007 el pabellón de los niños la Biblioteca Pública Municipal.
Las Escuelas Viejas tienen una disposición simétrica donde operaba la diferenciación de sexos. Se trata de un edificio de planta longitudinal flanqueada por dos machones en sus laterales y una entrada triunfal. Esta se distribuye a la manera clásica, es decir, una puerta flanqueada por dos pilastras adosadas con collarín y capitel dentado que soportan un arquitrabe donde se lee MCMXXX. Sobre este arquitrabe una moldura aloja las siglas "Mens sana in corpore sano, Escuelas Nacionales". A lo largo del conjunto un zócalo corrido soporta las molduras de los grandes ventanales cuadrangulares. En su epicentro, dos aberturas con arco de medio punto dan acceso a las aulas, donde se puede leer el rótulo "Niños" y "Niñas". Los machones laterales tienen una decoración de ladrillo a modo de friso y, sobre las cuatro esquinas, existen unos pináculos. Las cubiertas son de teja árabe a dos aguas los pabellones de las aulas y, el cuerpo central y los machones laterales, a cuatro.